# Osvaldo Lacerda
Osvaldo Costa de Lacerda (São Paulo, 23 de março de 1927 - São Paulo, 18 de julho de 2011) foi um pianista e compositor brasileiro.

## Biografia
Iniciou seus estudos de piano aos nove anos de idade, com Ana Veloso de Resende, aperfeiçoando-se com Maria dos Anjos Oliveira Rocha. No início, apenas sua mãe apoiava sua decisão de seguir carreira musical. Seu pai preferia fazer dele um advogado. Em 1947, Osvaldo Lacerda passa a ter aulas de piano com José Kliass e, três anos depois, com Camargo Guarnieri, que o desaconselha a tentar ser pianista para se dedicar à composição.
Em 1963, graças aos incentivos de Camargo Guarnieri, Osvaldo Lacerda passa a ter aulas com outros compositores. Recebe, então, uma bolsa da Fundação Guggenheim para ter aulas com Aaron Copland e Vittorio Giannini, nos Estados Unidos. Pouco antes, Osvaldo Lacerda formou-se em Direito para satisfazer seu pai. Nesta época também criou a Sociedade Pró-Música Brasileira.
Em maio de 1965, foi um dos compositores que o Ministério das Relações Exteriores enviou aos Estados Unidos, para representar o Brasil no Seminário Interamericano de Compositores, na Universidade de Indiana, e no IIIº Festival Interamericano de Música, em Washington. Em abril de 1996, foi um dos compositores brasileiros que a American Composers Orchestra convidou para participar, em Nova York, do Festival “Sonido de las Américas: Brazil”.
Entre 1966 e 1970, Osvaldo Lacerda atuou como consultor na Comissão Nacional de Música Sacra, e uma de suas atividades foi a proposição do uso da música sacra brasileira na liturgia da Igreja Católica.
Em 1982 ele se casou com sua antiga aluna, a pianista Eudóxia de Barros.
Osvaldo Lacerda tornou-se também professor da Escola Municipal de Música de São Paulo, cargo do qual se aposentou em 1992.
Morreu em 18 de julho de 2011, por falência múltipla dos órgãos, em São Paulo (SP), aos 84 anos de idade.
Lacerda ocupava a cadeira de número 9 da Academia Brasileira de Música, que já foi de  Brasílio Itiberê da Cunha.
Postumamente, Eudóxia de Barros lançou sua obra inacabada Curiosidades Musicais.